# Adam Taubitz
Adam Taubitz (Chorzów, 7 ottobre 1967) è un musicista e compositore tedesco, ma anche jazzista, violinista, trombettista, chitarrista e bandleader. Dal 1997 è stato secondo violino nella Filarmonica di Berlino diretta da Claudio Abbado. Egli è forse più noto per il suo lavoro con la Filarmonica Jazz Group Berlino, da lui fondata nel 1999, e con l'Aura Quartett.